# Андрейченко, Фёдор Кириллович
Федор Кириллович Андрейченко (14 февраля 1916— ?, после 2003) — передовик сельского хозяйства Украинской ССР, комбайнер Вознесенской МТС Вознесенского района Николаевской области, Герой Социалистического Труда (1953).
Избирался депутатом Верховного Совета Украинской ССР 4-го (1955-1959) и 5-го (1959-1963) созывов.

## Биография
Родился в селе Вороновка Елизаветградского уезда Херсонской губернии Российской империи (ныне — село Вознесенского района Николаевской области).
Трудовую деятельность начал в 1932 году в сельхозартели «Новая жизнь» прицепщиком на тракторе. В 1934 году окончил курсы при Вознесенской школе комбайнеров. Работал комбайнером, бригадиром тракторной бригады Вознесенской МТС, а после ее расформирования — комбайнером колхоза «Прогресс».
Жил в городе Вознесенске Николаевской области.

## Награды
Указом Президиума Верховного Совета СССР от 21 августа 1953 года Андрейченко Федору Кирилловичу присвоено звание Героя Социалистического Труда с вручением золотой медали «Серп и Молот».
Также награждён двумя орденами Ленина, орденом Трудового Красного Знамени, медалью «За трудовую доблесть» (1938), другими медалями.